# Analogisierung (Gesellschaft)
Der Begriff Analogisierung bezeichnet im gesellschaftlichen Kontext einen Gegentrend zur Digitalisierung der Gesellschaft bzw. der digitalen Transformation, der die Auswirkungen und Folgen der massenhaften Verbreitung digitaler Systeme und deren Eindringen in alle Lebensbereiche des Menschen, insbesondere Alltag und Bildung, kritisch betrachtet und Alternativen vorschlägt.
Der Begriff ist dabei nicht im eigentlichen Wortsinn (siehe Analog) zu verstehen, sondern gründet sich vielmehr auf den Sachverhalt, dass von vielen Menschen das Wort Analog mit veraltet, althergebracht aber auch konventionell assoziiert und damit als Gegenteil von digital gesehen wird, das mit fortschrittlich und modern verknüpft ist. Die Kritik der Digitalisierung bleibt dementsprechend oft diffus.

## Entstehung
Wie viele Trends, so hat auch die Digitalisierung einen Gegentrend erfahren. Manche Autoren gehen davon aus, dass wer sich von ständiger Erreichbarkeit und Ablenkbarkeit durch mobile digitale Geräte gestört fühlt, wer Nachhaltigkeit über die nächste digitale Gerätegeneration hinaus erwartet oder wer zum Lesen eines Artikels kein Computersystem bei sich tragen will, der werde sich nach Alternativen umsehen und könne dabei unter Umständen zu der Feststellung gelangen, dass Digitalisierung nicht hinreichend kritisch betrachtet wird. Wer sich infolgedessen nicht-digitalen Systemen zuwende und sich dazu mit Gleichgesinnten austausche, der werde zu einem Partizipierenden des zugehörigen Gegentrends, nämlich der sogenannten Analogisierung.

## Abwägung
Digitale Systeme bringen eine enorme Leistungsfähigkeit und Flexibilität mit sich, was bei niedrigen Preisen ihre Anwendung in vielen Bereichen rechtfertigt. Bezieht man jedoch weitere Aspekte mit ein, wie z. B. zur Herstellung kurzlebiger Geräte erforderliche und knapper werdende Rohstoffe, den Energieverbrauch oder die Nachhaltigkeit über viele Jahre hinweg (Archivierung), so kann die Entscheidung durchaus anders ausfallen (z. B. für ein Buch aus Papier, das man auch nach 100 Jahren noch ohne weitere Hilfsmittel lesen können wird). Solche Abwägungen, die in der gegenwärtigen Digitalisierungseuphorie selten betrachtet werden, können den Trend der Analogisierung fördern.

## Beispiele
- Wer mehr als vier Stunden pro Tag mit digitalen Medien verbringt, gilt als gefährdet, wenn es dafür keinen vernünftigen (z. B. zwingenden beruflichen) Grund gibt. Als pathogen gelten z. B. exzessives Multitasking und rasch wechselnde Aufmerksamkeit. Eine Einschränkung der Bildschirmzeit und die Nutzung analoger Medien (Vinyl-Schallplatte, Bleistift) zwingt zur strengeren Auswahl und Konzentration.
- In den Schulen vieler Länder ist in den letzten Jahren die Entwicklung einer flüssigen Handschrift im Grundschulalter vernachlässigt worden oder wurde wie in Schweden als völlig überflüssig angesehen. Mit der Zeit werden Nachteile dieser Entwicklung deutlich, die die Förderung der Handschrift aus lerntheoretischen Gründen wieder sinnvoll erscheinen lassen: 
„- Handbewegungen mit Stift auf Papier helfen, die Welt zu begreifen: beim Handschreiben wird die visuelle Gedächtnisspur von der motorischen Gedächtnisspur unterstützt - [...] es gibt Hinweise darauf, dass das Schreiben mit der Hand zu besseren Gedächtnisleistungen führt und sich positiv auf die Entwicklung feinmotorischer und kognitiver Fähigkeiten auswirkt - [...] visuell-räumliche Fähigkeiten werden stärker gefördert - per Hand verschriftlichter Inhalt wird durch das langsamere Handschreiben stärker durchdrungen, als wenn der gleiche Inhalt mit der Tastatur getippt wird.“[9]
- Die effektive Nutzung der Kompetenzen älterer Arbeitnehmer erfordert oft, ihnen die Wahl altersgerechter Arbeitsmittel auch in analoger Form zu überlassen, weil sie digitale Technik oft als zu abstrakt und intransparent empfinden und z. B. Datenverluste befürchten, wenn Daten auf dem Bildschirm nicht mehr sichtbar sind.[10]
- Andere Argumente für die Analogisierung beziehen sich auf die drohende Vernichtung des historischen Gedächtnisses durch die durchschnittliche Kurzlebigkeit gespeicherter digitaler Daten. Informationen als direkt lesbare, analoge Hardcopy auf einem haltbaren Medium (z. B. säurefreies Papier oder Mikrofilm) vermeiden das Problem der Obsoleszenz von Computersystemen, Speichermedien und Software, welche die Suche nach und den Zugang zu älteren digitalen Formaten erschwert.[11]
- Die Verwendung digitaler Systeme im Kreativbereich reduziert oft die Einflussmöglichkeiten bei der Gestaltung oder lässt nur standardisierte Bearbeitungsmöglichkeiten zu. Heute verwenden daher z. B. Hobbyfotografen, die sich bewusst mit dem Prozess des Fotografierens auseinandersetzen wollen, oft wieder Analogkameras als künstlerische Inspiration.[12]
- Der Versuch, mittels digitaler Medien Emotionen der Kommunikationspartner zu ergründen oder zu vermitteln (z. B. per Emoticon), sind sehr beschränkt und können häufiger zu irritierenden Ereignissen führen als die persönliche Ansprache, für die man kurzfristig ein direktes Feedback erhält. Auch die Form der digitalen Kommunikation selbst erscheint in vielen Fällen deplaciert, weil unpersönlich (z. B. Kondolation oder Kündigung per E-Mail).